# Sudoměřice u Bechyně
Sudoměřice u Bechyně (německy Sudomierschitz) jsou obec v okrese Tábor v Jihočeském kraji. Žije v ní 776 obyvatel.
V obci se kříží silnice II/135 a II/137

## Historie

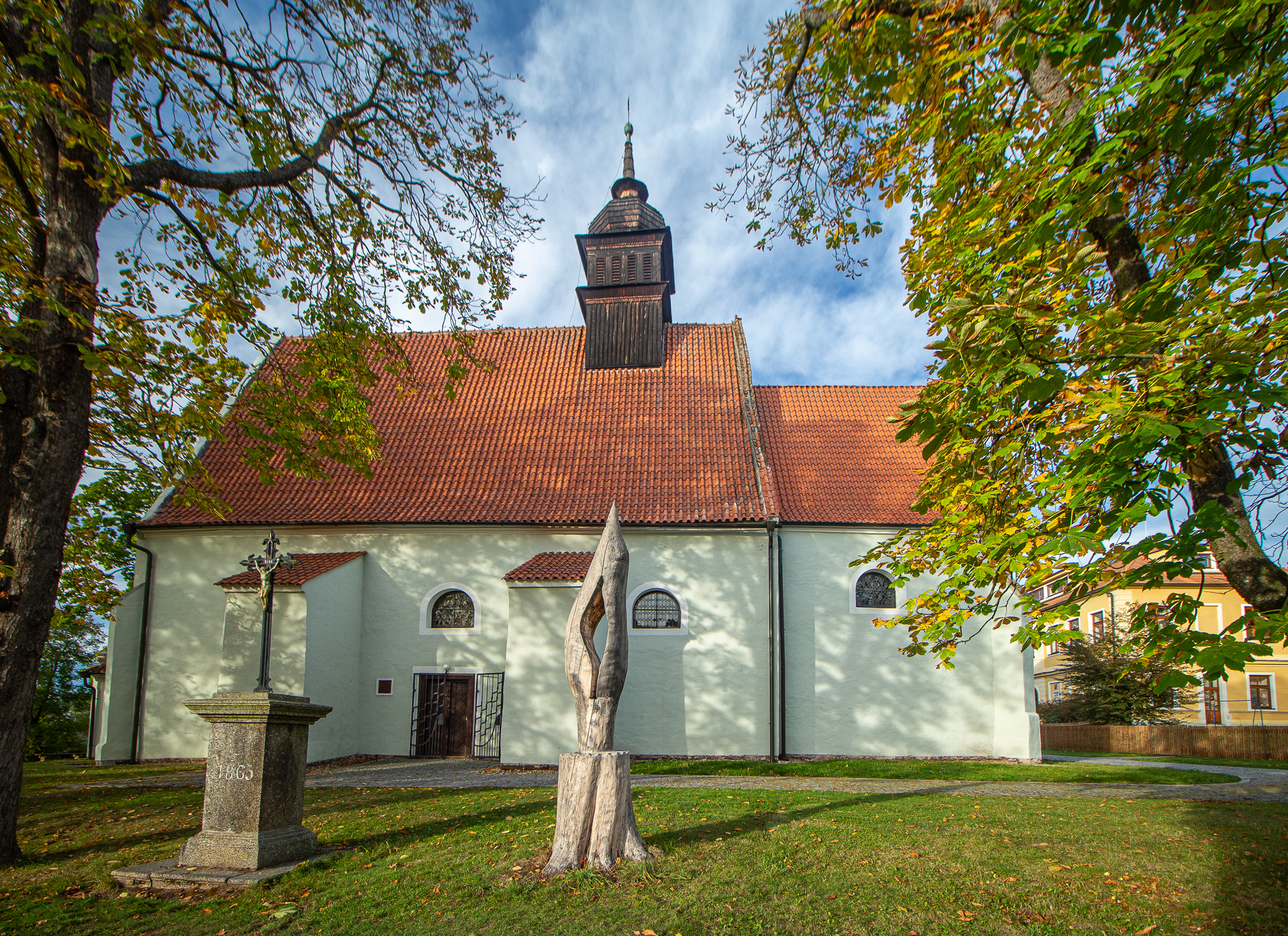
Kostel Všech svatých

První písemná zmínka o obci pochází z roku 1352. V roce 1999 zvítězila v soutěži „Obec roku Jihočeského kraje“.

## Obyvatelstvo
| Rok            | 1869 | 1880 | 1890 | 1900 | 1910 | 1921 | 1930 | 1950 | 1961 | 1970 | 1980 | 1991 | 2001 | 2011 | 2021 |
| -------------- | ---- | ---- | ---- | ---- | ---- | ---- | ---- | ---- | ---- | ---- | ---- | ---- | ---- | ---- | ---- |
| Počet obyvatel | 910  | 866  | 804  | 750  | 807  | 822  | 869  | 744  | 775  | 726  | 652  | 681  | 616  | 662  | 766  |
| Počet domů     | 113  | 126  | 131  | 125  | 133  | 138  | 164  | 185  | 190  | 180  | 174  | 237  | 247  | 268  | 288  |

## Obecní správa

### Části obce
- Bechyňská Smoleč
- Bežerovice
- Sudoměřice u Bechyně

Od 27. března 1960 do 23. listopadu 1990 k obci patřily i Černýšovice a Hutě.

### Obecní symboly
Znak a vlajka byly obci uděleny rozhodnutím předsedy Poslanecké sněmovny Parlamentu České republiky dne 18. března 2003.

## Knihovna

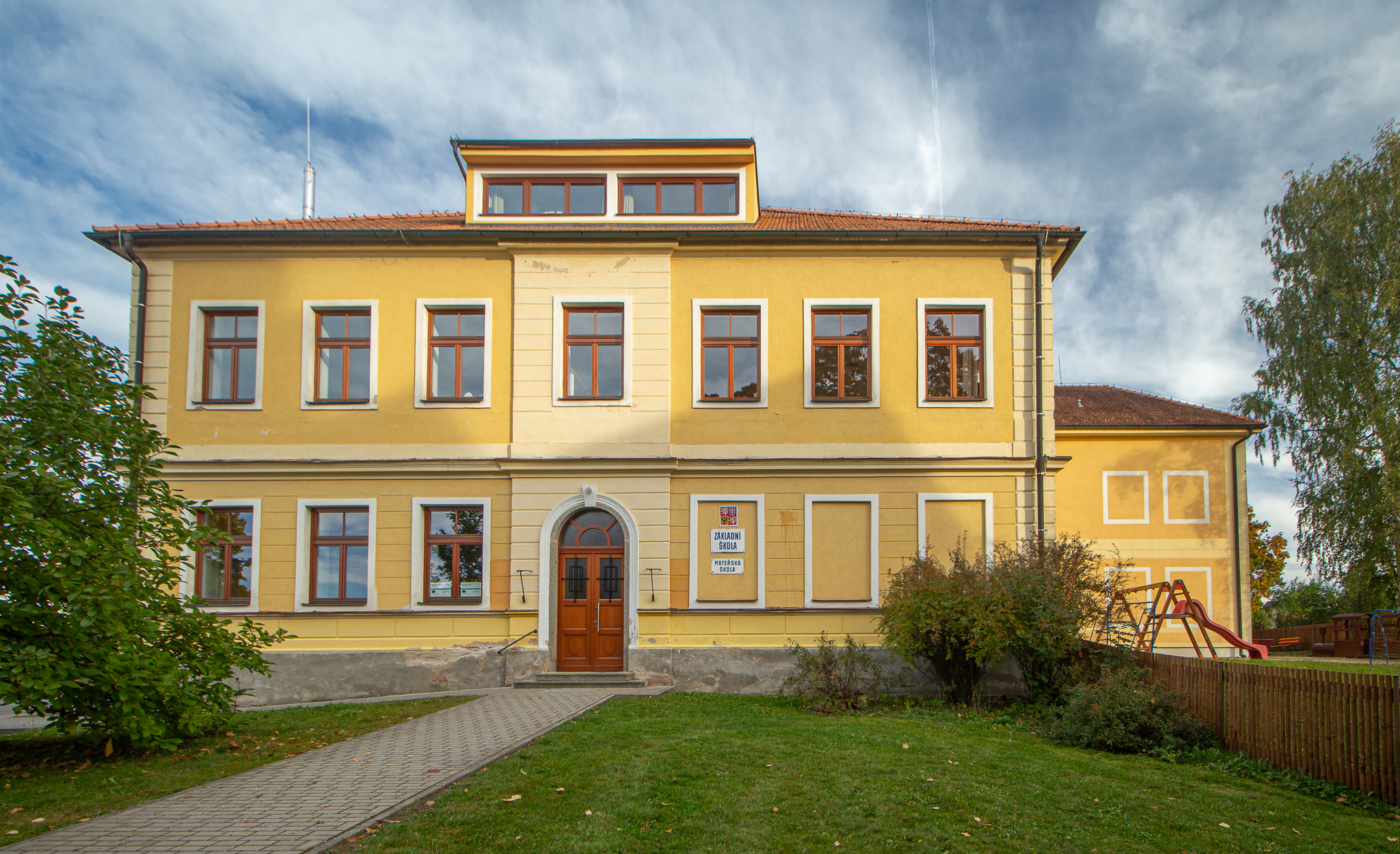
Základní a mateřská škola v obci

Knihovna s bezbariérovým přístupem sídlí v přízemí ve staré části budovy obecního úřadu. Má vlastní fond zahrnující přes 3 000 titulů a ročně realizuje více než 3 000 výpůjček pro přibližně 90 čtenářů. Je zřízena a provozována obcí Sudoměřice u Bechyně a metodicky řízena Městskou knihovnou Tábor. Byla založena roku 1918.
Knihovna má dvě pobočky v Bežerovicích a v Bechyňské Smolči.

## Pamětihodnosti
- Kostel Všech svatých, původně gotický kostel se hřbitovem je dominantou středu obce. Hřbitov okolo kostela byl zrušen v roce 1886. Kostel byl po staletí farním, dnes je spravován ex currendo z bechyňské farnosti.
- Pomník padlým a nezvěstným občanům obce v parku u kostela
- Boží muka na křižovatce u nádraží
- Přírodní památka Černická obora
- Venkovská usedlost čp. 47
- Lovecký zámeček Černice
- Železniční trať Tábor–Bechyně

## Rodáci
- Karel Hugo Hilar (1885–1935), divadelní režisér, dramatik
- Josef Jirka (1858–1923), vyučený kolář, poté hudebník-kapelník a učitel na více nástrojů, také komponoval a vedl v okolí oblíbenou kapelu. Měl přezdívku „jihočeský Kmoch“.
- Karel Kudrna (1924–2014), vysokoškolský pedagog, 1972–1975 náměstek ministra školství, předseda ČSAZ, člen korespondent ČSAV a od roku 1975 akademik. Věnoval se vědecko-výzkumné práci v oboru geofyziky.

## Galerie

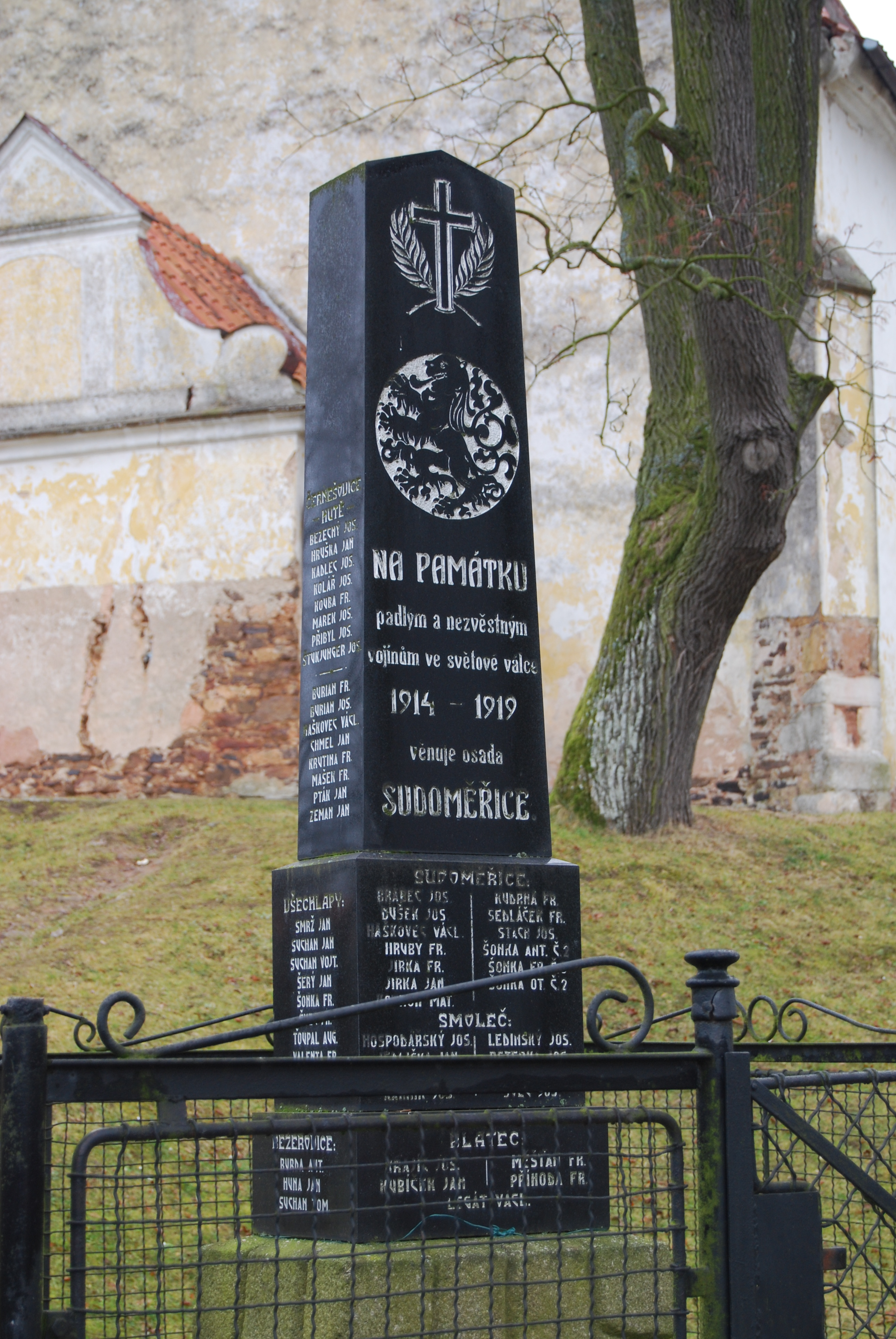
Pomník padlým v první světové válce v parčíku u kostela
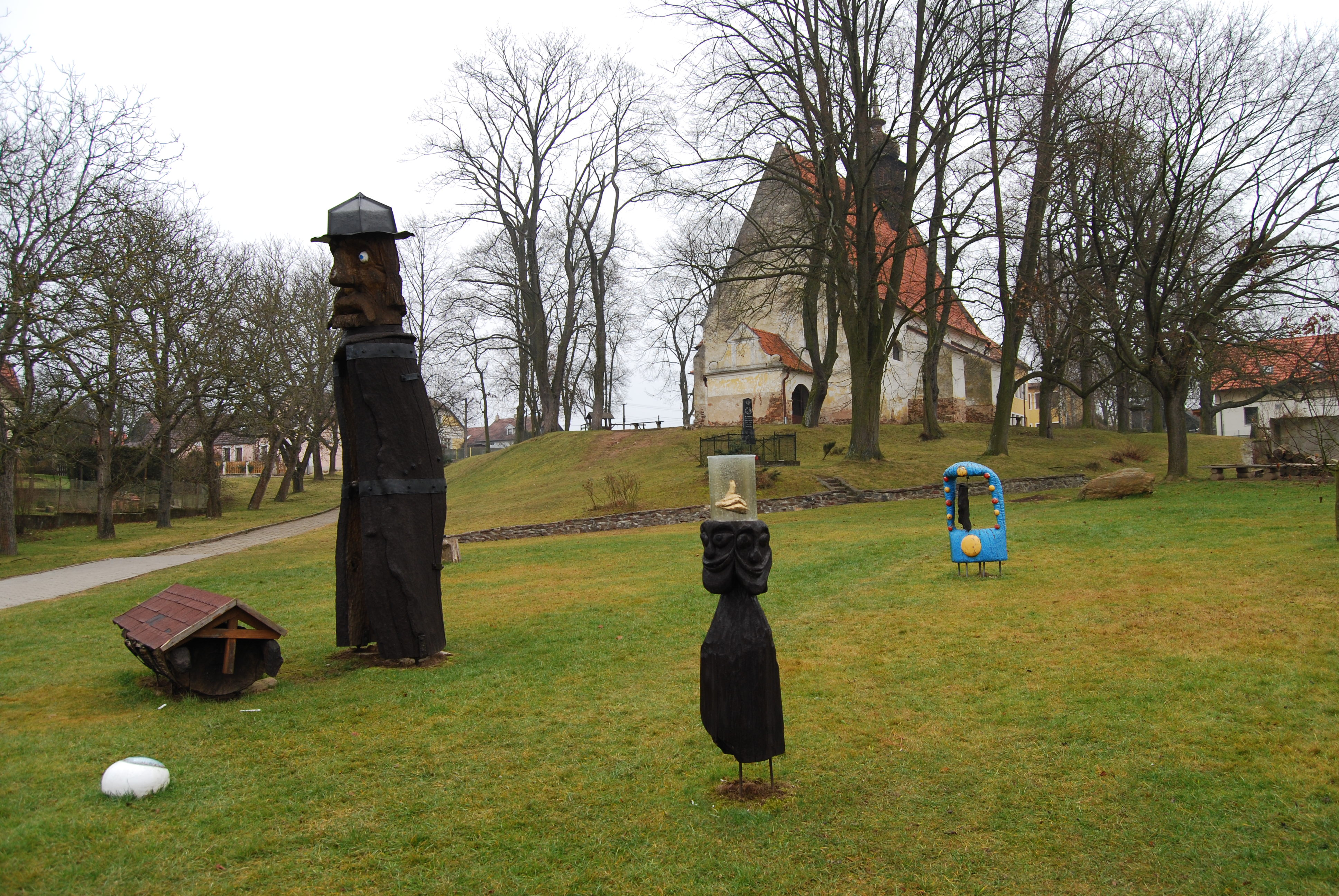
Celkový pohled na místní park
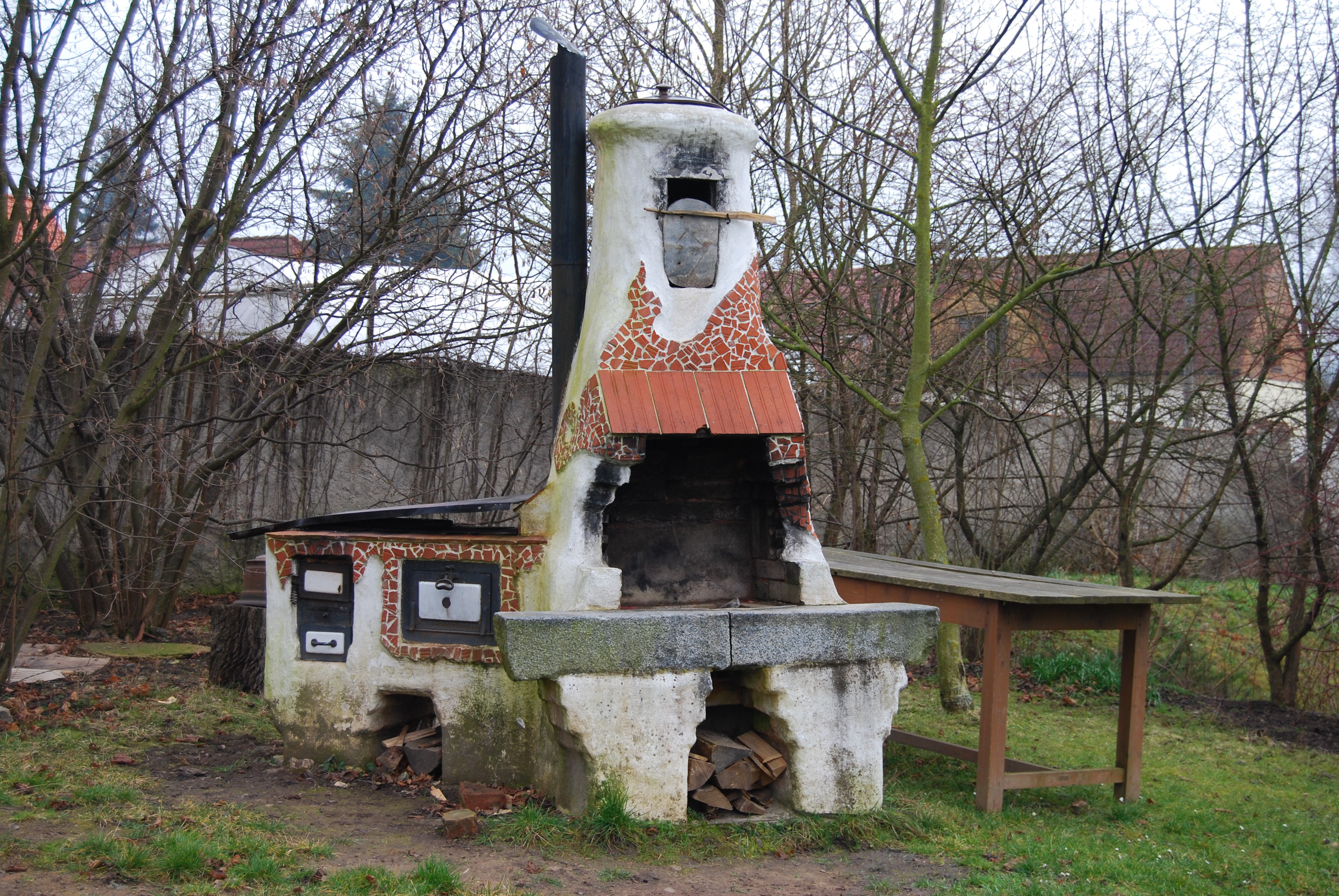
Jednotlivé exponáty v místním parku
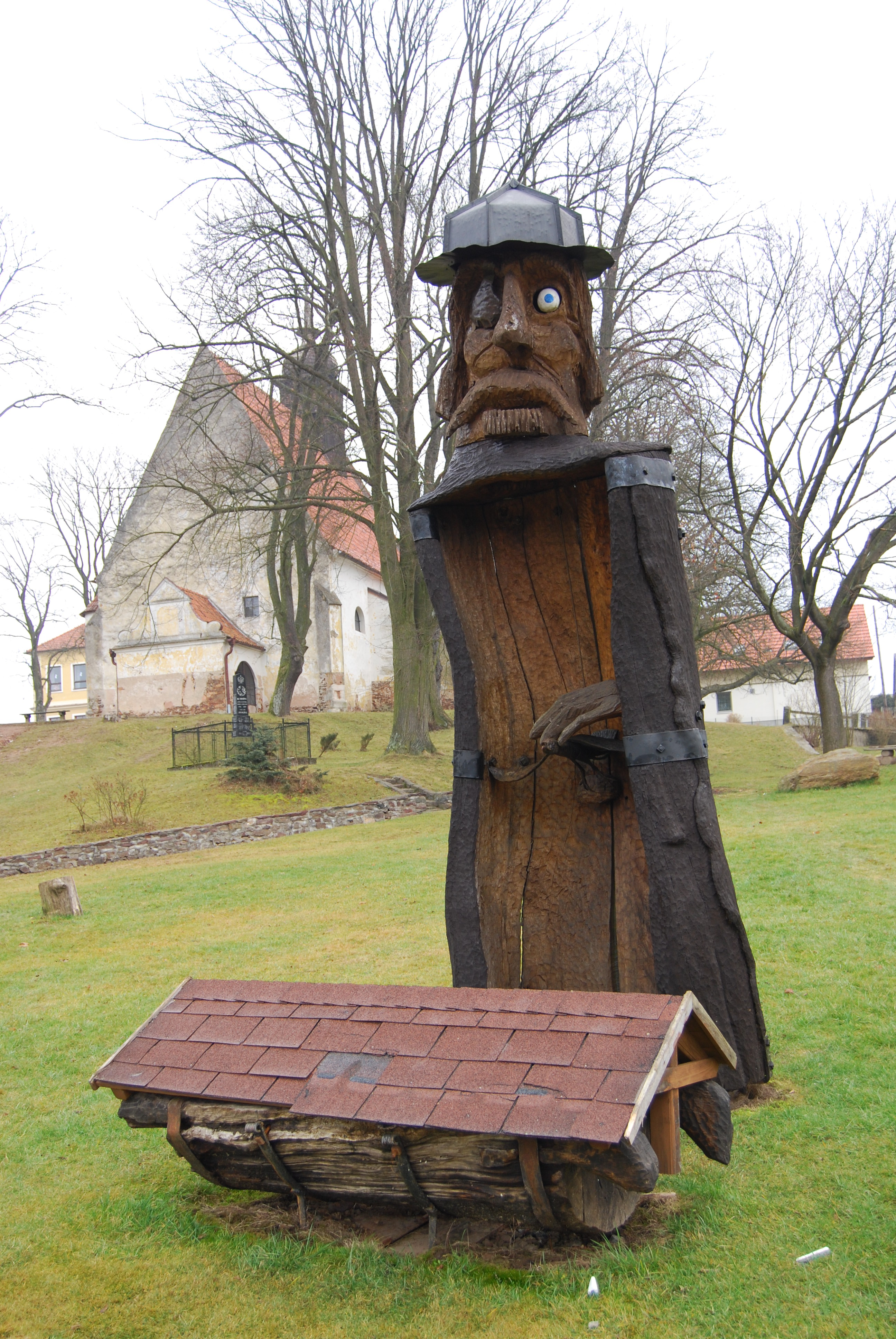
Jednotlivé exponáty v místním parku
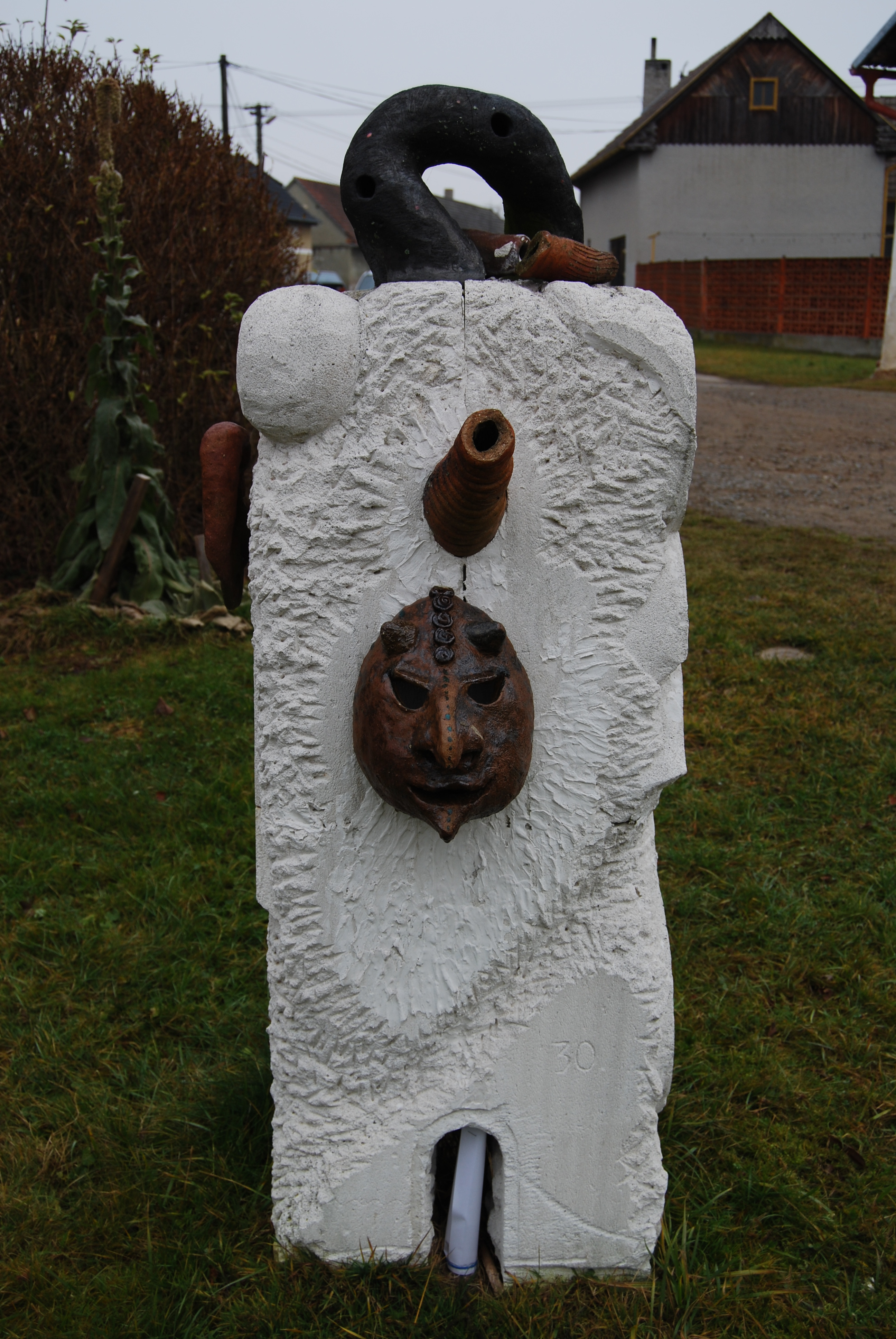
Jednotlivé exponáty v místním parku